# 인텔 코어 (마이크로아키텍처)
코어 마이크로아키텍처(Core Microarchitecture)는 마이크로아키텍처 중 하나이며, 넷버스트 마이크로아키텍처를 계승하는 인텔의 8세대 x86/x64 마이크로아키텍처이다.
인텔은 원래 이전의 넷버스트 마이크로아키텍처를 사용한 테자스라는 코드명의 CPU를 출시할 예정이었지만, 넷버스트 마이크로아키텍처의 칩의 고속화에 중점을 두어 높은 클럭을 요구하는 특성상 높은 발열과 전력소모로 인해 취소되고, 이후 마이크로아키텍처를 처음부터 다시 설계하였고, 인텔의 이스라엘에 있는 R&D센터(IDC)의 기술 연구진 의해 개발된 마이크로아키텍처이다. 2006년 7월 27일에 코어 마이크로아키텍처를 처음 적용한 CPU인 코어 2 듀오가 발매되었다. 클럭에 의한 성능향상에 중점을 둔게 아닌 전력효율과, 코어에서 동시에 4개의 명령을 수행할 수 있는 구조 덕분에, 코어 마이크로아키텍처와 넷버스트 마이크로아키텍처가 동일한 클럭에서 작동할 경우에는 코어 마이크로아키텍처가 더 빠르게 연산을 처리할 수 있으며, 전력소모도 작아진다.
코어 마이크로아키텍처 이후에는 네할렘 마이크로아키텍처가 나왔다.

## 기술
인텔 코어 마이크로아키텍처는 펜티엄 M 마이크로아키텍처와 비슷하지만 처음부터 새롭게 설계되었다. 파이프라인은 프레스캇의 절반보다 적은14개의 스테이지로 이루어졌으며 명령어 수준의 병렬화(Instruction Level Parallelism)가 강화되었다. 기존 넷버스트 마이크로아키텍처가 클럭당 3개의 명령어를 처리할 수 있던 것과 비교하여 4개를 처리할 수 있는 이슈 포트 및 더 많고 넓은 실행 유닛을 가지고 있어 동일 동작주파수당 명령어 처리량이 향상되어 빠른 처리속도를 보인다. SIMD실행 처리 유닛과 Load/Store유닛이 64비트에서 128비트로 확대되었으며 각각 2개에서 3개로 증가되었다. 부동소수점 처리 유닛도 역시 64비트에서 128비트 처리로 확대되었다. 새로운 아키텍처 기반의 듀얼 코어 프로세서는 각 코어당 각각 32K의 L1 데이터 캐시와 명령어 캐시가 있으며 두개의 코어가 공유하는 4MB L2 캐시가 있어 소비전력당 성능을 극대화하고 확장성을 염두에 두고 설계되었다.
새롭게 포함된 매크로 융합(Macro Fusion) 기술은 두 개의 x86 명령어를 하나의 마이크로 명령어로 병합한다. 예를 들면 비교를 한후 조건부 점프와 같은 일반적인 프로그램의 코드에서 두개의 명령어가 하나의 마이크로 명령어로 바뀌어 실행한다. 또 다른 새로운 기술은 128비트의 SSE 명령어를 기존 2 싸이클에 처리했던것과 비교하여 한 싸이클에 처리하도록 한다. 그리고 향상된 전력 절감 기술을 제공하여 열을 낮췄으며 소비 전력을 줄이도록 한다. 향상된 프리펫처(prefetcher)와 메모리 Disambiguation을 통하여 메인 메모리를 이용할 때 생기는 대기시간을 줄이도록 하였다.
서버용 우드크레스트 CPU는 프론트 사이드 버스(FSB)가 1333 MT/s로 동작하며 노트북용 메롬은 초기에 667 MT/s을 지원하였지만 이후 800 MT/s FSB를 산타로사 플랫폼에서 2007년 5월부터 지원한다. 데스크탑용 콘로 프로세서는 800 MT/s 또는1066 MT/s, 1333 MT/s의 FSB를 지원한다.
이러한 코어 마이크로아키텍처 기반의 프로세서의 소비전력은 매우 낮아 콘로와 대부분의 우드크레스트 프로세서는 열설계전력(TDP)이 65와트이며, 3.0GHz 우드크레스트의 열설계전력은 80와트이고 저전력 우드크레스트는 열설계전력이 40와트이다. 노트북용 메롬 프로세서의 열설계전력은 일반용이 35와트, 초저전력(ULV)용이 5와트이다.
인텔 코어 마이크로아키텍처기반의 프로세서는 뛰어난 성능 및 단위소비전력당 높은 성능을 제공한다. SPECint*_rate_base2000 기준으로 높은 에너지 효율성을 보인다.
- 메롬 프로세서 : 동일 소비전력에서 20% 더 뛰어난 성능(코어 듀오 프로세서와 비교)
- 콘로 프로세서 : 40% 더 적은 소비전력에서 40% 더 뛰어난 성능(펜티엄 D와 비교)
- 우드크레스트 프로세서 : 35% 더 적은 소비전력에서 80% 더 뛰어난 성능(듀얼코어 제온 프로세서 2.8GHz와 비교)

## 넷버스트 아키텍처와의 차이점
넷버스트 마이크로아키텍처에는 없지만 코어 마이크로아키텍처에는 있는 기술들은 다음과 같다.
- Intel® Wide Dynamic Execution - 클록 주기 당 더 많은 명령을 처리하여 실행 시간과 에너지 효율성을 향상시켜 줌
- Intel® Intelligent Power Capability - 노트북의 에너지 효율성과 배터리 성능을 향상시키도록 설계됨
- Intel® Smart Memory Access - 메모리 대기시간을 줄여주고 시스템 성능을 향상시켜 줌
- Intel® Advanced Smart Cache - 고성능, 그리고 보다 효율적인 캐시 서브시스템을 제공해 주며, 멀티코어 및 듀얼코어 프로세서에 최적화되어 있음
- Intel® Advanced Digital Media Boost - 비디오, 음성 그리고 이미지, 사진 처리, 암호화, 재무, 공학 및 과학 응용 프로그램을 비롯한 다양한 응용 프로그램의 실행 속도를 높여 줌

## 소켓
- 소켓 M (µPGA 478)
- 소켓 P (µPGA 478)
- 소켓 T (LGA 775)
- FCBGA (µBGA 479)
- FCBGA (µBGA 965)

## 같이 보기
- 넷버스트 마이크로아키텍처
- 네할렘 마이크로아키텍처
- 마이크로아키텍처
- 제온